# Thomas Jepsen
Thomas Jepsen (* 19. März 1973 in Flensburg) ist ein deutscher Politiker (CDU). Er gehörte als Nachrücker kurze Zeit dem 18. Deutschen Bundestag an. Seit 2022 gehört er dem Schleswig-Holsteinischen Landtag an.

## Leben
Jepsen legte das Abitur 1992 an der Flensburger Wirtschaftsschule ab. Anschließend absolvierte er bis 1995 eine Lehre zum Bankkaufmann. Parallel zu seiner beruflichen Tätigkeit leistete Jepsen von 1995 bis 2004 seinen Wehrersatzdienst beim Technischen Hilfswerk. 1997 bildete er sich zum Sparkassenfachwirt fort, von 1999 bis 2000 absolvierte er eine Fortbildung zum Sparkassenbetriebswirt. Im Laufe seiner Sparkassen-Tätigkeit war er u. a. als Filialleiter und Firmenkundenbetreuer tätig, bis er sich 2003 als Immobilien- und Finanzierungsmakler selbstständig machte.
Jepsen ist verheiratet und Vater zweier Kinder.
Er ist ehrenamtliches Vorstandsmitglied im ADS-Grenzfriedensbund e.V. (Arbeitsgemeinschaft Deutsches Schleswig), der Europäischen Akademie Schleswig-Holstein e.V. und dem Förderverein Landschaftsmuseum Angeln e.V.

## Politik
Jepsen wurde 1995 Mitglied der CDU. Bis 2008 war er zudem Mitglied der Jungen Union. Seit 2003 ist er Vorsitzender des CDU-Bezirksverbandes im Amt Langballig und seit 2007 stellvertretender Kreisvorsitzender. Von 2003 war er als bürgerliches Mitglied und seit 2011 als Abgeordneter für die CDU im Kreistag des Kreises Schleswig-Flensburg tätig. Am 3. Juli 2017 rückte er für die direkt gewählte Bundestagsabgeordnete Sabine Sütterlin-Waack im Wahlkreis Flensburg-Schleswig in den 18. Bundestag nach. Für die Bundestagswahl 2017 kandidierte Jepsen nicht. Bei der Landtagswahl 2022 wurde er im Landtagswahlkreis Flensburg-Land in den Schleswig-Holsteinischen Landtag gewählt. Für die CDU-Landtagsfraktion ist er Sprecher für kommunale Angelegenheiten, Landesplanung und Radverkehr. Er ist Mitglied im Innen- und Rechtsausschuss sowie im Petitionsausschuss des Landtags.